# Eutrema verticillatum
Eutrema verticillatum är en korsblommig växtart som först beskrevs av John Frederick Jeffrey och William Wright Smith, och fick sitt nu gällande namn av Al-shehbaz och S.I. Warwick. Eutrema verticillatum ingår i släktet skidörter, och familjen korsblommiga växter. Inga underarter finns listade i Catalogue of Life.